# Angelus Apatrida
Angelus Apatrida és un grup manxec de thrash metal procedent d'Albacete. Si en els '80 i '90 van ser Muro, Legión o Fuck Off els grups predominants del panorama del thrash espanyol, hui dia són considerats juntament amb altres formacions com Vünkêr, Legen Beltza, Killem, Underground Kombustible, Vivid Remorse, Barbarian, Rancor, Phalmuter o Semper els màxims exponents d'aquest estil musical a Espanya en la dècada dels 2000.

## Història

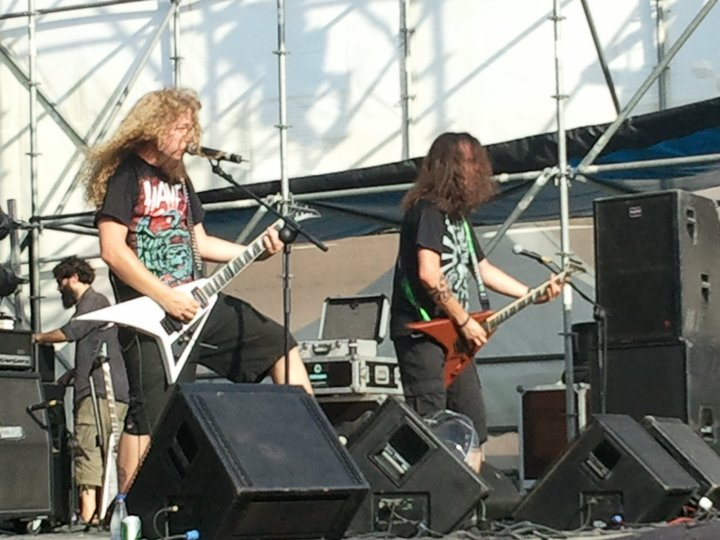
Guillermo Izquierdo i David G. Álvarez tocant en directe al festival Leyendas del Rock.

Angelus Apatrida naix en març de l'any 2000 a la ciutat d'Albacete després de la fusió de dos grups jóvens que compartien local d'assaig, amb la intenció de realitzar un projecte musical que abastés i unifiqués totes les influències de cadascun dels seus components. El 2001 graven una primera demo en format CD sota el títol de Lost in the Realms of Orchinodaemon, amb un estil proper al power metal europeu. Poc després de l'edició d'aquesta demo, el grup es veu trastocat per l'eixida del cantant Alberto Gayoso i del bateria Alberto Izquierdo. Els membres restants de la blanda supliren les absències amb el bateria Víctor Valera, mentre que Guillermo Izquierdo compartiria els rols de guitarrista i vocalista en el grup. A més, decideixen endurir el seu estil i canviar d'imatge, per la qual cosa el seu estil es va desplaçar cap a posicions properes al de grups com Overkill, Megadeth, Anthrax, Metallica, Annihilator o Pantera, començant a tenir un estil thrash metal. També van prendre la decisió d'acollir un logotip nou.
En gener de 2003, el grup comença una etapa de concerts que s'allarga fins als finals d'eixe mateix any. L'èxit i el suport del públic durant eixa gira fan que la formació grave un disc de promoció anomenat Unknown Human Being a mitjans d'any. La popularitat aconseguida dintre de les fronteres d'Espanya va acabar per fer ressò a Sud-amèrica i la resta d'Europa, i la demo Lost in the Realms of Orchinodaemon i el CD Unknown Human Being arriben a països com Perú, Colòmbia, Xile, França, Bèlgica, Suïssa, Polònia o Romania. Una cançó de la banda, Supremacy in Chaos, va ser inclosa en el recopilatori Atlantida Vol. 23 de Lituània, compartint àlbum amb Skyfire, Ancient, Moonsorrow, Legión o Ancient Rites.
En desembre de 2003, el grup va guanyar un concurs organitzat per la revista Rock Total i el segell discogràfic Red Dragon Records, que tenia com a premi participar en un disc tribut a Panzer. Angelus Apatrida va versionar el tema Danza de la Muerte, compartint disc amb bandes com Centinela, Valhalla, Crisis de Fe, Moonlight Fear o Sphinx. El tema tribut fou gravat en abril de 2004 als estudis Korsakov de Madrid, i va comptar amb la col·laboració de l'ex-cantant de Panzer, Carlos Pina, que en eixe moment treballava per a l'emissora de ràdio Radio 3, de Radio Nacional de España.
L'any 2004 començà igual que el 2003, tocant en diversos concerts, alguns d'ells junt a bandes com Centinela, Boikot, Crisis de Fe o Barón Rojo. Abril de 2004 va vore la firma del primer contracte discogràfic de la banda, amb Red Dragon Records, que va assegurar la publicació dels seus tres pròxims àlbums. Evil Unleashed, l'àlbum debut de la banda, va ser gravat durant l'estiu de 2004 als estudis Korsakov sota la producció de Kosta Vázquez. Això no obstant, l'absència de respostes per part de Red Dragon va fer que el grup trencara les relacions que l'unien amb el segell per a tornar a gravar el disc el 17 de novembre de 2005 en l'estudi Studio54 de València, amb la producció d'Enrique Soriano. La masterització de l'àlbum va ser duta a terme fora d'Espanya, concretament a Alberta (Canadà) pel tècnic Dave Horrocks en els estudis Infinite Wave. Evil Unleashed va ser editat per la mateixa banda en març de 2006 sota l'empresa Producciones Malditas, i distribuït a nivell estatal per K-Industria. Per a promocionar l'àlbum, Angelus Apatrida actuà en els festivals Viña Rock a les edicions X i XI (2005 i 2006) junt a bandes com Sepultura, Barón Rojo i Horcas, i en presentacions oficials a Madrid, Albacete i València, entre altres ciutats.
El grup continua la seua gira espanyola per les principals ciutats i províncies estatals, tornant inclús a repetir espectacles en capitals com València, Albacete o Madrid, aquest últim participant en el primer festival thrasher d'Espanya anomenat Thrash Attack Fest. A més, són triats per a acompanyar a Legen Beltza pel País Basc en el Cliff'em all Festival, que té lloc en les ciutats de Donosti i Bilbo i que va ser organitzat en memòria del 20é aniversari de la mort del baixista de Metallica, Cliff Burton, en un accident d'autobús a Suècia en 1986. El grup també va acompanyar a grans grups per la península com WarCry o Destruction per ciutats com Barcelona o Múrcia, tancant la gira en agost de 2007 en el mític festival murcià Leyendas del Rock, a l'edició del 2007.
El primer àlbum de la banda va rebre bones crítiques per part de la premsa nacional i internacional, sent considerats com un dels millors debuts de l'any 2006. A pesar de ser un primer àlbum autoeditat i amb una distribució no gaire extensa, les còpies repartides pel territori estatal i part de l'estranger sobrepassaren diversos millars. Molts ja han classificat a la banda i al moviment que està causant la New Wave of Spanish Thrash Metal, on està resorgint aquest estil fins ara molt apagat a Espanya, ara amb bandes com Angelus Apatrida, Legen Beltza, Killem, Aggression, Rancor, Hell-Train, Buskin Method, Omission, Arterial Pressure o Barbarian.
En juny de l'any 2007, el grup entra als estudis New Life de Madrid, juntament amb els productors José A. Garrido i Daniel Melián, per a gravar el que seria el segon disc del grup. Kosta Vázquez de Boikot s'encarrega de masteritzar l'àlbum en els seus estudis Oasis de Madrid. Give 'Em War ix a la venda en setembre de 2007, distribuït pel gegant Mastertrax, i acompanyat d'una gira de duració aproximada de tres anys, portant la seua música més enllà d'Espanya i entrant en cartells de festivals com Lorca Rock, Alternavigo, Milwwokis, HardMetalFest, Bidache Metal o The Metalway entre molts altres, tancant fins i tot dates en països com Portugal i França i un extens calendari que passa per tota la península Ibèrica. Premsa i públic no dubten en nomenar a Angelus Apatrida com la banda més important del thrash metal espanyol i una de les més actives i amb més projecció dins de l'escena metalera espanyola.
En novembre de 2009 Angelus Apatrida signen un contracte mundial amb Century Media Records, un dels més prestigiosos segells de metall del món. En gener de 2010 comencen a gravar el seu tercer llarga duració amb el nom de Clockwork, el primer amb el segell Century Media. El disc és gravat als estudis portuguesos Ultasound sota la producció del famós bateria i productor lusità Daniel Cardoso, junt amb Pete Mendes com a enginyer. Mentrestant la banda realitza una gira per Espanya i Portugal acompanyant als seus companys de segell Arch Enemy en desembre de 2009 que serveix per a presentar aquesta nova etapa del grup. Finalment el disc eixiria a la venda a mitjans de l'any 2010.

## Discografia

### Àlbums d'estudi
- Evil Unleashed (2006, Maldito Records/K-Industria)
- Give 'Em War (2007, Molusco Discos/Mastertrax)
- Clockwork (2010, Century Media Records)
- The Call (2012, Century Media Records)
- Hidden Evolution (2015, Century Media Records)

### Demos/Maquetes
- Lost in the Realms of Orchinodaemon (2001)
- Unknown Human Being (2003)

## Membres

### Membres actuals
- Guillermo Izquierdo - guitarra rítmica/solista i veu.[3]
- David G. Álvarez - guitarra rítmica/solista i cors.
- José J. Izquierdo - baix i cors.
- Víctor Valera - bateria i cors.

### Membres anteriors
- Alberto Izquierdo - bateria.
- Alberto Gayoso - veu.